# Metaphrixus setouchiensis
Metaphrixus setouchiensis là một loài chân đều trong họ Bopyridae. Loài này được Shimomura, Ohtsuka & Sakakihara miêu tả khoa học năm 2006.